# Dasychira elaeochroa
Dasychira elaeochroa is een vlinder uit de familie spinneruilen (Erebidae), onderfamilie donsvlinders (Lymantriinae). De wetenschappelijke naam van deze soort is voor het eerst geldig gepubliceerd in 1931 door Collenette.
De soort komt voor in tropisch Afrika.